# Les Poggenpuhl
 (mars 2019).
Si vous disposez d'ouvrages ou d'articles de référence ou si vous connaissez des sites web de qualité traitant du thème abordé ici, merci de compléter l'article en donnant les références utiles à sa vérifiabilité et en les liant à la section « Notes et références ».
Les Poggenpuhl (Die Poggenpuhls) est l'un des derniers romans de Theodor Fontane.
L'écriture du roman s'étale de 1891 à 1894 ; il fut tout d’abord publié sous forme de feuilletons dans le journal Vom Fels zum Meer entre octobre 1895 et mars 1896. En novembre de la même année, le livre est publié aux éditions Friedrich Fontane & Co. à Berlin (176 pages).

## Place du roman dans l'œuvre de Theodor Fontane
Ce petit roman – l’un des plus courts que Fontane ait écrit – constitue un pendant aristocratique au roman  Frau Jenny Treibel lequel se situe dans le milieu  bourgeois. L’action se déroule l'année dite des trois empereurs, soit en 1888, et fait le portrait d’une famille de nobles dont le père, officier, est tombé lors de la bataille de Gravelotte en 1870 et qui, depuis, vit dans des conditions financières précaires à Berlin. Car le thème qui traverse tout le roman est le manque d’argent, et il fait de l’intrigue une sorte d’étude sociologique de l’inexorable décadence de la noblesse prussienne en cette fin de XIXe siècle. La manière dont font figure les membres de la famille Poggenpuhl est révélée aux lecteurs lors de ces fameuses « causeries », sorte de marque de fabrique de Theodor Fontane qui, dans ce roman encore, fait montre d’une écriture subtile et d’une ironie bienveillante envers ses protagonistes. 

## Résumé
Albertine Pogge von Poggenpuhl, veuve d’un Major de l’armée tombé au champ d’honneur, habite depuis plusieurs années la rue Großgörschen à Berlin avec ses trois filles, Thérèse, Sophie et Manon, assistée d’une vieille et fidèle servante Friederike, tandis que ses fils Wendelin et Léo sont cantonnés dans leur régiment à Thorn l’un comme premier et l’autre second lieutenant. La situation financière de la famille est problématique et le livre s’ouvre sur l’embarras de la mère qui doit recevoir le 4 janvier son plus jeune fils Léo, venu lui souhaiter son anniversaire. « Soit, je devrais m’en réjouir également. Mais le puis-je vraiment ? L’argent lui permettra certes de faire le voyage jusqu’à nous (Wendelin a remis à son frère Léo les gages qu’il a reçus pour un article publié dans un hebdomadaire militaire, afin que ce dernier puisse rendre visite à sa mère), mais il faudra bien que nous lui assurions quelques beaux jours une fois qu’il sera ici, tout modeste qu’il soit dans ses envies, et au troisième jour il faudra aussi qu’il s’en retourne, et là c’est à nous qu’il reviendra d’y pourvoir ». Chacune des trois filles réagit à sa manière face à cette situation et montre de facto sa vision personnelle de la vie : Thérèse, une jeune femme attachée aux valeurs de sa classe, ne veut rien entendre des considérations économiques de sa mère. Sophie, une artiste accomplie, s’offre spontanément d’aller demander un acompte sur ses dernières œuvres, et Manon propose d’aller une nouvelle fois déposer le sucrier familial chez le  prêteur sur gages, arguant qu’en cas de difficultés pour le récupérer, les Bartenstein, une famille de riches banquiers dont elle fréquente la maison, se montreraient disposés à lui en offrir un nouveau.
Finalement, on ne recourra à aucune des solutions précitées : l'oncle Eberhard, un général marié favorablement et frère du père tombé à Gravelotte, arrive à son tour fêter l'anniversaire d'Albertine. Après avoir invité ses nièces et neveu à une représentation des Quitzows (Ernst von Wildenbruch) puis à dîner, il leur laisse la (confortable) monnaie sur le billet de 100 Mark qu'il met sur la table pour payer la note du restaurant. Évidemment, ce don, même généreux, ne saurait résoudre tous les problèmes financiers de la famille, lesquels sont particulièrement douloureux pour Léo. Lors de son séjour à Berlin, il discute avec Friederike, la domestique, de la possibilité de s'exiler en Afrique ou bien d'épouser une riche juive - projet pour lequel sa sœur Manon se montre enthousiaste. Toutefois, elle préférerait davantage le voir se marier avec son amie Flora Bartenstein plutôt qu'avec Esther Blumenthal dont il a fait la connaissance à Thorn.  Mais, fondamentalement, un tel projet va à l'encontre des conventions familiales  (« Les Poggenpuhl ne prennent pas congé.  - Alors, on le leur octroie.  - Non plus [...]  », affirme Thérèse au cours d'une conversation avec son jeune frère), et Léo lui-même admet que cette éventualité relève davantage d'une lubie fantaisiste que d'un projet réaliste - de même pour l'idée d'embrasser une carrière de comédien au théâtre à l'image de son camarade de régiment, Manfred von Klessentin. 
Il repart donc pour Thorn et rejoint sa garnison tandis que l'oncle Eberhard propose à Sophie de rentrer avec lui à Adamsdorf, au château où elle tiendrait compagnie à son épouse et mettrait à profit ses talents artistiques à peindre, par exemple, des assiettes aux armoiries de la Générale, riche veuve qui épousa Eberhard von Poggenpuhl en secondes noces. Ce projet n'aboutit pas. Lors d'une promenade en traîneau dans les Monts des géants, Sophie se blesse et se casse le fémur. Alitée, elle envisage un tout autre projet et qui plaît particulièrement à son vieil oncle, celui d'orner l'église du village de peintures  bibliques. Elle s'y livre pendant des mois au cours desquels elle envoie des lettres à Berlin - correspondance dans laquelle les constants soucis financiers de la famille tiennent une grande part. 
A la date anniversaire de la bataille de Sedan (Sedantag,) c'est à contre-cœur  que l'oncle Eberhard doit se rendre à  Hirschberg, prononcer le traditionnel discours à la mémoire de l'empereur. Il en revient gravement malade et meurt du typhus quelques jours plus tard. La tante envoie à sa belle-sœur et ses nièces de Berlin mille marks afin de pourvoir aux frais occasionnés par les funérailles et de payer le voyage jusqu'à Adamsdorf.  A l'issue des obsèques, elle s'entretient avec Albertine von Poggenpuhl, lui expose sa situation financière de manière plus précise que jamais, et l'informe qu'elles quatre, les femmes Poggenpuhl de Berlin, pourront désormais compter sur les intérêts générés par une somme placée par ses soins, et que les deux frères, Wendelin et Léo, bénéficieront de dons ponctuels.  « La majore voulut baiser la main de la générale, mais celle-ci la prit dans ses bras et lui embrassa le front.  - Je suis plus heureuse que vous, dit la générale.  - Vous l'êtes, chère Madame. Il n'est plus grand bonheur que de faire le bonheur des autres. Je n'y puis prétendre. Mais pouvoir recevoir avec gratitude est aussi un bonheur. » 
Tandis que Thérèse, à l'annonce de ce changement de situation, somme Manon de bien vouloir mettre un terme à ses relations avec les Bartenstein, Manon, quant à elle, conserve son pragmatisme : « Alors, tout reste comme avant ?  - Oui. Et pourquoi pas le mariage ! Ne nous montons pas la tête ; nous restons de pauvres jeunes filles. Mais on prendra mieux soin de maman, et Léo n'aura pas besoin d'aller en Équateur. J'imagine qu'il pourra rembourser ses dettes à présent, sans les Blumenthal ni même Flora. Mais Flora restera néanmoins mon amie. Voilà ce que je veux, moi. Ainsi, nous aurons une vie belle et heureuse en attendant que Wendelin et Léo aient fait leur chemin [...] ». 

## Interprétation
Dans ce roman pauvre en péripéties, Fontane réussit avec maestria, comme dans son autre roman, plus abouti, Le Stechlin, à peindre le milieu de l'aristocratie prussienne et à caractériser ses personnages principalement à travers leurs conversations ou leurs lettres. Tout le roman est traversé d'une atmosphère où se mêlent gaieté, dont font preuve nombre personnages, en particulier Léo, et mélancolie, celle d'une classe sociale et d'une époque sur le point, lentement mais sûrement, de disparaître.   

## Éditions
- Gabriele Radecke (éd.), Die Poggenpuhls, Berlin, 2006  (ISBN 3-351-03128-9).